# Poggiana pilosella
Poggiana pilosella is een vliesvleugelig insect uit de familie van de Sclerogibbidae. De wetenschappelijke naam van de soort is voor het eerst geldig gepubliceerd in 1993 door Argaman.

## Opmerkingen
Mogelijk is deze soort een synoniem van Sclerogibba berlandi